# Stanisław Kapuściński (entomolog)
Stanisław Kapuściński (ur. 13 listopada 1910 we Lwowie, zm. 26 czerwca 1991 w Krakowie) – polski entomolog, profesor doktor nauk przyrodniczych.

## Życiorys
W 1936 na Politechnice Lwowskiej uzyskał tytuł inżyniera, w 1946 w Szkole Głównej Gospodarstwa Wiejskiego obronił doktorat. Od 1948 do 1955 kierował Zakładem Ochrony Lasów Górskich w Instytucie Badawczym Leśnictwa (IBL), w 1954 na Akademii Rolniczej w Krakowie otrzymał tytuł profesora nadzwyczajnego. Od 1955 przez sześć lat kierował Zakładem Zagospodarowania Lasów Górskich w IBL, od 1964 stał na czele Katedry Ochrony Leśnictwa i Zakładu Zoologii Leśnej i Łowiectwa Wyższej Szkoły Rolniczej w Krakowie, w 1968 otrzymał tytuł profesora zwyczajnego. Został pochowany na cmentarzu Rakowickim w Krakowie.

## Dorobek naukowy
Prowadził badania z zakresu entomologii leśnej, badał owady i roztocza uszkadzające owoce, szyszki i nasiona krzewów i drzew leśnych, a także powodujące wyrośla. Zajmował się systematyką, faunistyką, morfologią i bionomią chrząszczy z rodziny Cerambycidae i Buprestidae oraz błonkówek z rodziny Cimbicidae i Siricidae. Opracował monografię entomologicznych szkodników leśnych oraz szkodników nasion drzew leśnych, opracował taksonomię, biologię i ekologię kilku gatunków z rodzaju Megastigmus. Stanisław Kapuściński jest autorem 118 publikacji, w tym 41 oryginalnych prac naukowych.

## Odznaczenia
- Nagroda Ministra Nauki, Szkolnictwa Wyższego i Techniki (1981);
- Krzyż Kawalerski Orderu Odrodzenia Polski (1976);
- Złota Odznaka Polskiego Towarzystwa Leśnego (1978);
- Odznaka „Zasłużony dla Leśnictwa i Przemysłu Drzewnego” (1978).